# بابونه جنوبی
بابونه جنوبی (نام علمی: Anthemis austro-iranica) نام یک گونه از سرده بابونه است.